# Mary Malone
Mary Malone es una actriz inglesa. En televisión, es conocida por sus papeles en el especial navideño de Doctor Who "The Church on Ruby Road" (2023) y la serie de Netflix Missing You (2025). También es conocida por su trabajo teatral.

## Primeros años y educación
Malone nació en Suffolk, Inglaterra.
Se describió a sí misma como "una niña un poco marginada" que pasaba mucho tiempo jugando en línea y encontrando amigos allí. En la escuela, interpretó a Gregor, el insecto, en una producción teatral de La metamorfosis de Franz Kafka y descubrió que disfrutaba actuando.
Malone se graduó de la Escuela de Actuación East 15 de la Universidad de Essex, a la que asistió durante tres años a partir de 2017, y se graduó en 2020. También estudió dirección teatral. En su año de graduación, tuvo papeles menores en la serie de Starz The Girlfriend Experience (2016) y A Play in a Day de Sky Arts.

## Carrera
Después de completar sus cursos de formación, Malone tuvo papeles teatrales en la obra de Abigail Thorn, The Prince, en el Southwark Playhouse, y en la producción de Josie Rourke de As You Like It en @sohoplace en 2022. Malone interpretó a Phoebe, en un reparto encabezado por Leah Harvey y Rose Ayling-Ellis, y que también incluía a la hermana de Malone, Allie Daniel. También en 2022, apareció en el drama criminal de larga duración de ITV Vera y en la comedia dramática de Channel 4 Chivalry.
El 25 de diciembre de 2023, Malone interpretó a Trudy, una amiga de Ruby, en el especial de Navidad de Doctor Who titulado "La Iglesia en Ruby Road".
Malone apareció en la primera producción británica del musical Fangirls del creador australiano Yve Blake en agosto de 2024, y su rostro apareció en los carteles publicitarios del espectáculo. Interpretó al personaje de Jules, a quien describió como una chica mala y una "perra icónica".
En 2025, tuvo un papel principal como Aqua en la adaptación de Harlan Coben de Missing You en Netflix.
También ha aparecido en diversos cortometrajes.

## Vida personal
Malone es una mujer transgénero que salió del armario y realizó la transición en algún momento durante o después de su adolescencia. En 2024, cuando tenía veintitantos años, dijo que estaba obsesionada con Real Housewives.
También es una habilidosa artista, cantante, titiritera, pianista y escritora. Ha publicado varias de sus pinturas, utilizando acrílicos y técnicas mixtas sobre lienzo, en Instagram.
Tiene una hermana, Allie Daniel, también actriz. Ambas aparecieron en la producción de Josie Bourke de 2022 de As You Like.

## Reconocimientos y premios
En enero de 2023, Malone ganó el premio a Mejor Artista de Reparto en una Nueva Producción de una Obra en los Premios BroadwayWorld UK / West End, por su papel en The Prince.